# El Campillo de la Jara
El Campillo de la Jara – gmina w Hiszpanii, w prowincji Toledo, w Kastylii-La Mancha, o powierzchni 88,06 km². W 2011 roku gmina liczyła 446 mieszkańców.